# Anatole Mallet

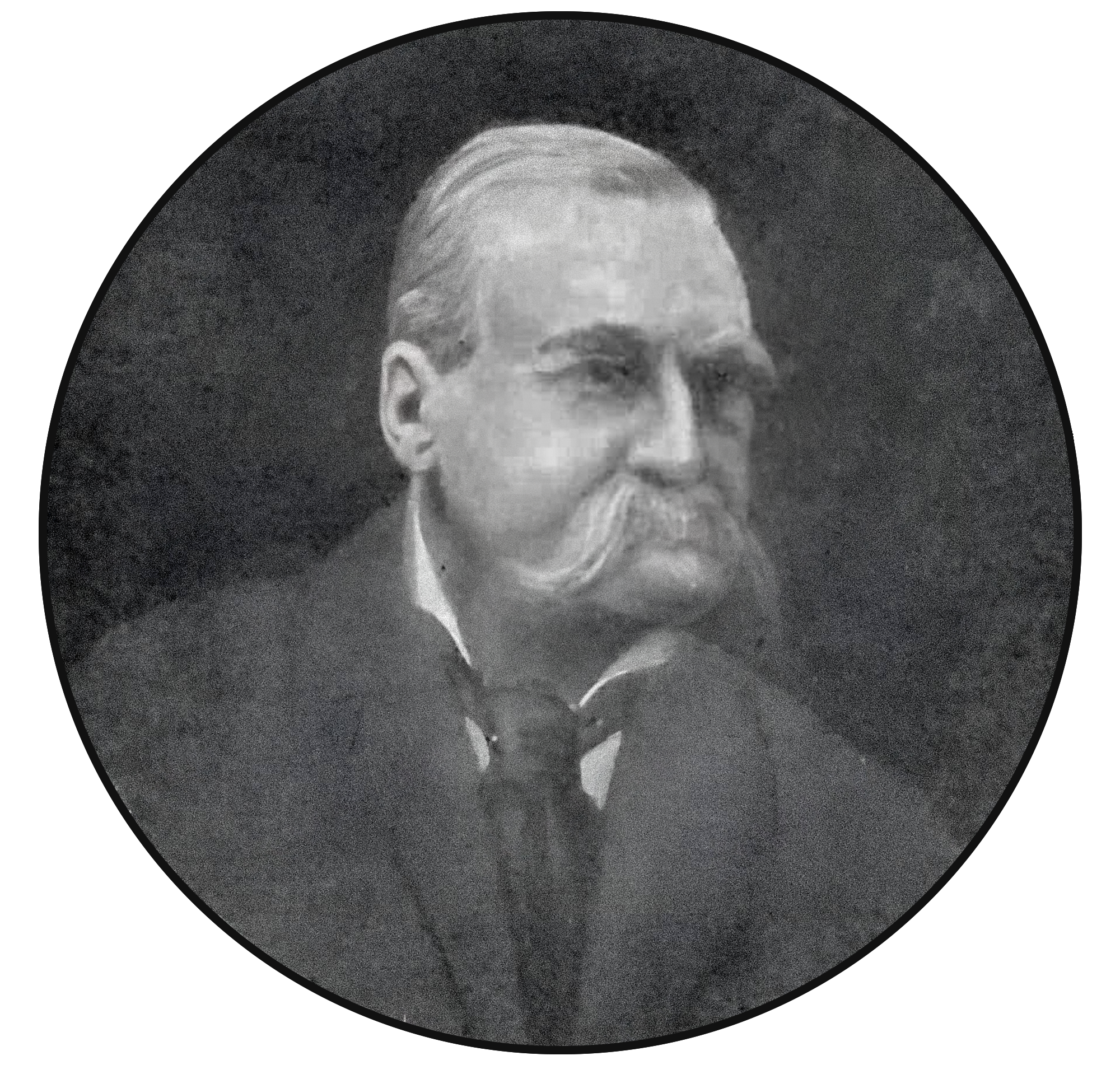
Anatole Mallet.

Anatole Jules Théodore Mallet, född 23 maj 1837, död 10 oktober 1919, var en fransk-schweizisk ingenjör. 

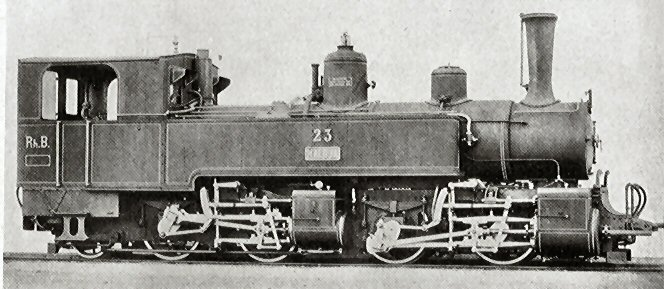
Malletlok

Han är mest känd för att ha konstruerat malletlok.